# Martine Demaret
Martine Demaret (*  1952 in Stadt Brüssel) ist eine französische Schauspielerin.

## Leben
Martine Demaret wurde 1952 in Stadt Brüssel geboren.
1978 hatte Demaret in dem Fernsehfilm Le franc-tireur ihren ersten Auftritt. In der Fernsehserie Xanadu spielte sie 2011 erstmals eine durchgehende Rolle.

## Filmografie
- 1978: Le franc-tireur (Fernsehfilm)
- 2002: L’auberge espagnole
- 2004: Casablanca Driver
- 2005: L’auberge espagnole – Wiedersehen in St. Petersburg (Russian Dolls)
- 2005: Camping sauvage
- 2009: Eden is West (Eden à l’ouest)
- 2011: Xanadu (Fernsehserie, 2 Folgen)
- 2013: Beziehungsweise New York (Chinese Puzzle)
- 2013: Harissa mon amour
- 2015: Cluster
- 2016: Die Richterin (Alice Nevers, Fernsehserie, Folge 21x05)
- 2019: Balthazar (Fernsehserie, Folge 2x02)
- 2023: Salade grecque (Fernsehserie, Folge 1x05)
- 2024: Le Déluge. Der schwere Gang zur Guillotine (Le Déluge)